# 单晓鸣
单晓鸣（1964年—），江苏如东人，汉族，中华人民共和国政治人物、第十一届全国人民代表大会江苏地区代表。
毕业于南京大学工商管理专业，是中共党员。担任南通市人民政府副市长。2008年起担任全国人大代表。